# Koncertrondó
A koncertrondó a versenyművekhez hasonlóan, szólóhangszerre és zenekarra írt koncertdarab. Variációs formában írt kellemes, megnyugtató társasági zene. 

## Ismertebb művek
- Wolfgang Amadeus Mozart:   D-dúr koncertrondó zongorára   (K. 382)
- Wolfgang Amadeus Mozart:   A-dúr koncertrondó zongorára   ( K. 386)